# 土城區區長

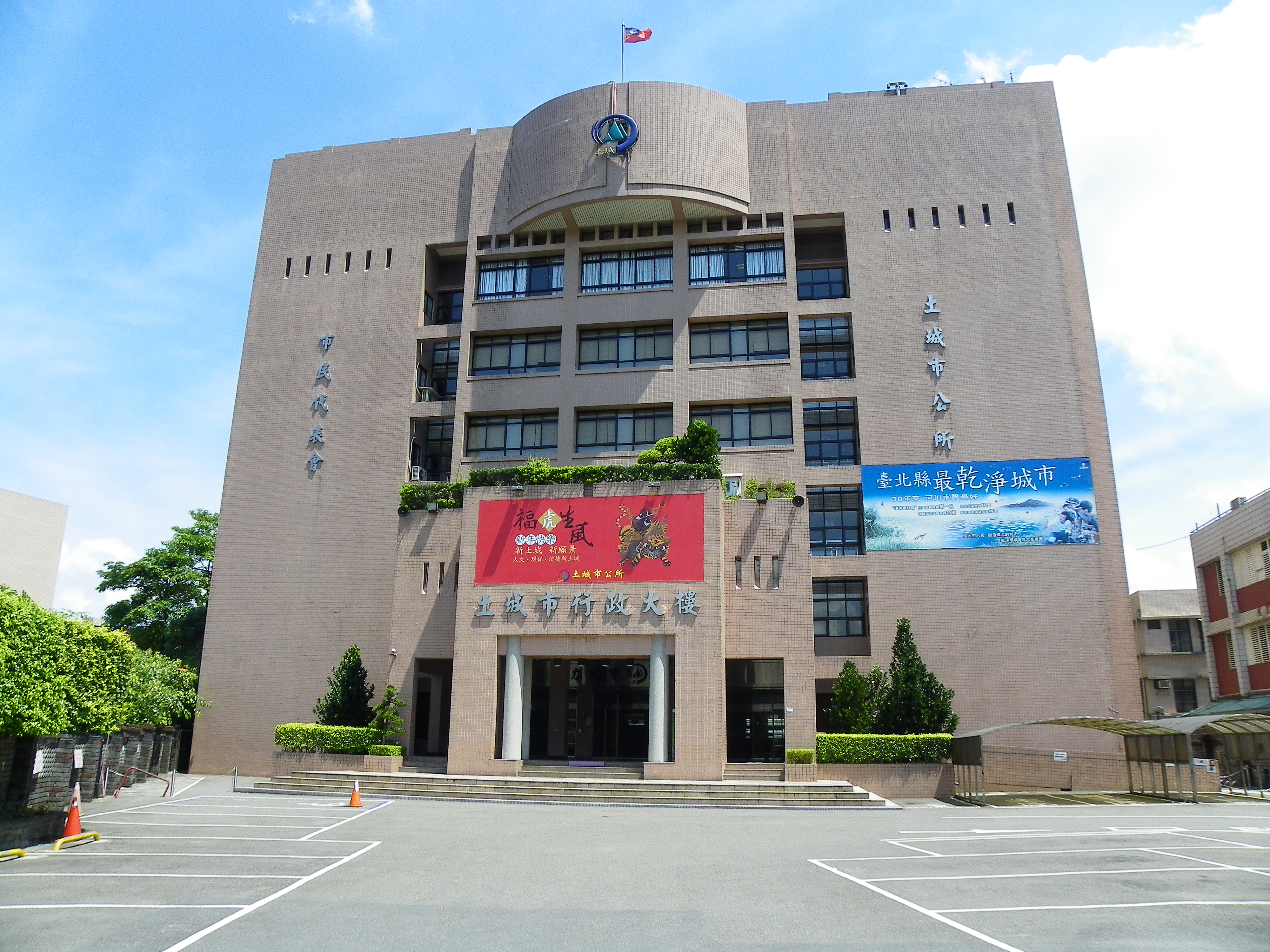
土城區行政大樓

土城區區長是臺灣新北市土城區的行政首長，也是土城區公所的領導者，由新北市市長依法任用，承市長之命綜理區政，並指揮監督所屬人員。此條目列出的土城區歷任首長包括日治時期以及中華民國時期的相應官員，現任土城區區長為周晉平。

## 沿革
土城區的地方自治始於日治時期，其地方首長最早前身為1920年設置的「土城庄庄長」，係配合臺灣總督府更改實施的地方制度而設置的行政首長，為土城庄的最高行政人員。庄長係由台北州知事任命，任期為四年，並兼任庄協議長。1945年10月臺灣由中華民國接管後，臺灣省行政長官公署為便於推行政令，乃依據中華民國行政制度重新釐訂行政區域，土城庄改為土城鄉，並設置土城鄉公所，首長改稱「土城鄉鄉長」，由臺北縣政府派任，並無一定之任期，首任官派土城鄉鄉長為李傳契。1948年5月，土城鄉鄉長改由土城鄉民代表會選舉產生，任期為2年。1951年7月1日，配合1950年宣布實施的地方自治，土城鄉鄉長改由土城鄉內的公民投票選舉產生，首任民選土城鄉鄉長為林德。1993年6月26日，土城鄉改制為土城市，故行政首長改稱「土城市市長」，仍由土城市內的公民投票選舉產生，首任土城市市長為盧國雄，係土城鄉改制時的時任鄉長。2010年，配合臺北縣改制為新北市，土城市改為土城區，故土城市市長再改為「土城區區長」迄今，土城區區長由新北市政府派任，任期再次改為無任期保障，首任土城區區長為王澤民，係土城市的末任代理市長。

## 歷任首長列表

### 日治時期
首長職稱：土城庄庄長
| 屆次 | 姓名 | 上任日期 | 卸任日期 | 備註 |
| ---- | ---- | -------- | -------- | ---- |
|      | 待查 |          |          |      |

### 中華民國時期

#### 土城鄉時期

##### 實施地方自治前
首長職稱：土城鄉鄉長（官派）
| 屆次 | 姓名   | 上任日期   | 卸任日期   | 備註           |
| ---- | ------ | ---------- | ---------- | -------------- |
| 1    | 李傳契 | 1945年11月 | 1947年     | 政府指派       |
| 2    | 李傳契 | 1947年     | 1948年12月 | 政府指派       |
| 3    | 林德   | 1949年1月  | 1951年6月  | 鄉民代表會選出 |

##### 實施地方自治後
首長職稱：土城鄉鄉長（民選）
| 任次 | 姓名   | 黨籍       | 上任日期       | 卸任日期       | 備註 |
| ---- | ------ | ---------- | -------------- | -------------- | ---- |
| 1    | 林德   |            | 1951年7月1日   | 1953年6月30日  |      |
| 2    | 林德   |            | 1953年7月1日   | 1956年6月30日  |      |
| 3    | 林德   |            | 1956年7月1日   | 1960年1月15日  |      |
| 4    | 王荷石 |            | 1960年1月16日  | 1964年2月29日  |      |
| 5    | 林德   |            | 1964年3月1日   | 1968年2月29日  |      |
| 6    | 林德   |            | 1968年3月1日   | 1973年3月31日  |      |
| 7    | 林孫仁 |            | 1973年4月1日   | 1977年12月29日 |      |
| 8    | 林孫仁 |            | 1977年12月30日 | 1982年2月28日  |      |
| 9    | 簡省三 | 中國國民黨 | 1982年3月1日   | 1986年2月28日  |      |
| 10   | 簡省三 | 中國國民黨 | 1986年3月1日   | 1990年2月28日  |      |
| 11   | 盧國雄 |            | 1990年3月1日   | 1993年6月25日  |      |

#### 土城市時期
首長職稱：土城市市長（民選）
| 任次 | 姓名   | 黨籍       | 上任日期      | 卸任日期       | 備註                       |
| ---- | ------ | ---------- | ------------- | -------------- | -------------------------- |
| 1    | 盧國雄 |            | 1993年6月26日 | 1994年2月28日  | 由末任鄉長直接升任首任市長 |
| 2    | 劉朝金 | 中國國民黨 | 1994年3月1日  | 1998年2月28日  |                            |
| 3    | 劉朝金 | 中國國民黨 | 1998年3月1日  | 2001年1月17日  |                            |
| 3    | 蕭坤山 |            | 2001年1月18日 | 2002年2月28日  | 代理市長                   |
| 4    | 盧嘉辰 | 中國國民黨 | 2002年3月1日  | 2006年2月28日  |                            |
| 5    | 盧嘉辰 | 中國國民黨 | 2006年3月1日  | 2008年3月2日   |                            |
| 5    | 王澤民 |            | 2008年3月3日  | 2010年12月24日 | 代理市長，末任             |

#### 土城區時期
首長職稱：土城區區長（官派）
| 屆次 | 姓名   | 上任日期       | 卸任日期      | 備註     |
| ---- | ------ | -------------- | ------------- | -------- |
| 1    | 王澤民 | 2010年12月25日 | 2011年10月2日 |          |
| 2    | 邱武全 | 2011年10月3日  | 2016年1月15日 |          |
| 2    | 李建生 | 2016年1月16日  | 2016年2月1日  | 代理區長 |
| 3    | 楊志宏 | 2016年2月2日   | 2020年6月9日  | [ 11 ]   |
| 4    | 陳國欽 | 2020年6月10日  | 2023年1月31日 |          |
| 5    | 周晉平 | 2023年1月31日  |               | 現任     |

## 外部連結
- 新北市土城區公所（页面存档备份，存于）（繁體中文）